# Fina Rifà
Fina Rifà, es una ilustradora barcelonesa nacida en Palma que ha tenido una formación en pintura y dibujo.
Con la ilustración del libro Chiribit, de Marta Mata, en 1963, Fina Rifà empezó una larga trayectoria como dibujante que ya pasa de los doscientos títulos. Especializada en la ilustración de libros infantiles y juveniles, ha colaborado con varias editoriales catalanas. Su condición de maestra añade, a un estilo personal, la característica de descripción comunicativa. Su obra ha sido expuesta en varias ciudades europeas y periódicamente expone en la Sala Rovira de Barcelona, ciudad donde reside.
Ilustra regularmente en las revistas Cavall Fort y  El Tatano, ha realizado carteles y programas para entidades culturales y cívicas, logotipos, portadas de CD, discos y casetes. También ha efectuado el diseño de algunos juguetes, uno de los cuales fue merecedor de un premio ADI-FAD del año 1967.
Publica artículos sobre expresión plástica e ilustración en revistas especializadas y ha participado como profesora en las «Escoles d'Estiu», ha impartido cursos de formación de maestros en el Instituto de Ciencias de la Educación (ICE) de la Universidad de Barcelona y en el de la Universidad Autónoma de Barcelona y cursos de ilustración en la Escuela Profesional de la Diputación Provincial de Barcelona.
Ha sido miembro de la junta de la Associació Professional d'Il·lustradors de Catalunya (APIC), actuando como vicepresidenta y presidenta en 1986-87. Representante de la APIC en el Consell Català del Llibre per a Infants i Joves. Es miembro de la junta de la Associació Catalana d'Amics del Llibre Infantil i Juvenil (ACALI).

## Obras
- Chiribit, de Marta Mata
- Els set enigmes de l'iris, de Mercè Canela
- Les aventures d'Ulisses, de Homero, adaptación Carles Riba
- La llegenda de la rosa de Nadal, de Selma Lagerlöf,  traducción de Josep Carner
- Més música, mestre!, de Miquel Desclot
- El dia que en Cecili es va perdre y L'últim joc de mans, de Joaquim Carbó